# 11703 Glassman
A 11703 Glassman (ideiglenes jelöléssel 1998 FL121) a Naprendszer kisbolygóövében található aszteroida. A LINEAR projekt keretében fedezték fel 1998. március 20-án.